# Les Gardiens des souvenirs
Les Gardiens des souvenirs est un roman de fantasy écrit par Robin Hobb. Traduction française de la première moitié du livre original City of Dragons publié en 2012, il a été publié en français le 19 mai 2012 aux éditions Pygmalion et constitue le cinquième tome du cycle Les Cités des Anciens.

## Résumé
Le Mataf a réussi à accoster devant Kelsingra et tous les gardiens ont ainsi pu admirer la grande cité. Mais le capitaine Leftrin décide peu après qu'il est temps pour lui et son équipage de revenir à Cassaric pour y faire provision de tout ce qui leur manque : nourriture, habits, fournitures en tout genre. Alise Kincarron Finbok fait le choix de rester avec les dragons et leurs gardiens afin d'en profiter pour étudier et noter tout ce qui se rapporte à Kelsingra.
En Chalcède, Selden Vestrit est prisonnier d'un marchand qui cherche à le vendre en tant qu'homme-dragon, aucun habitant de cette contrée ne connaissant les changements physiques qu'induit la proximité avec les dragons.
À Terrilville, Hest Finbok reçoit la visite du messager du marchand chalcédien Begasti Cored avec qui Sédric Meldar, le secrétaire d'Hest, avait passé un marché visant à lui ramener des morceaux de dragons. Sédric n'ayant toujours pas réapparu à Cassaric, ce messager vient exiger d'Hest qu'il tienne le marché à la place de son secrétaire et il emploie pour cela des méthodes violentes et douloureuses.
À Trehaug, Malta et Reyn Khuprus décident de se rendre à Cassaric, Reyn pour des problèmes administratifs et Malta dans l'espoir d'obtenir des nouvelles du Mataf, bien décidée également à ne pas quitter son mari au moment de la fin de sa grossesse. Tillamon Khuprus, la sœur de Reyn, les accompagne.
À Kelsingra, Sintara parvient enfin à s'élever dans les airs. Mais son premier vol n'est pas de tout repos.